# Gibraltar 1
Gibraltar 1 es un cráneo de neandertal con una antigüedad estimada en 45-70 000 años. Fue descubierto en 1848 en una cueva utilizada como cantera en Gibraltar, Forbes' Quarry, por el teniente Edmund Flint. Es uno de los pocos fósiles humanos, de Homo neanderthalensis, encontrados antes que Darwin expusiese la teoría de la evolución, 1858-59, solamente después de Engis 2 (1829).

## Descubrimiento y redescubrimiento

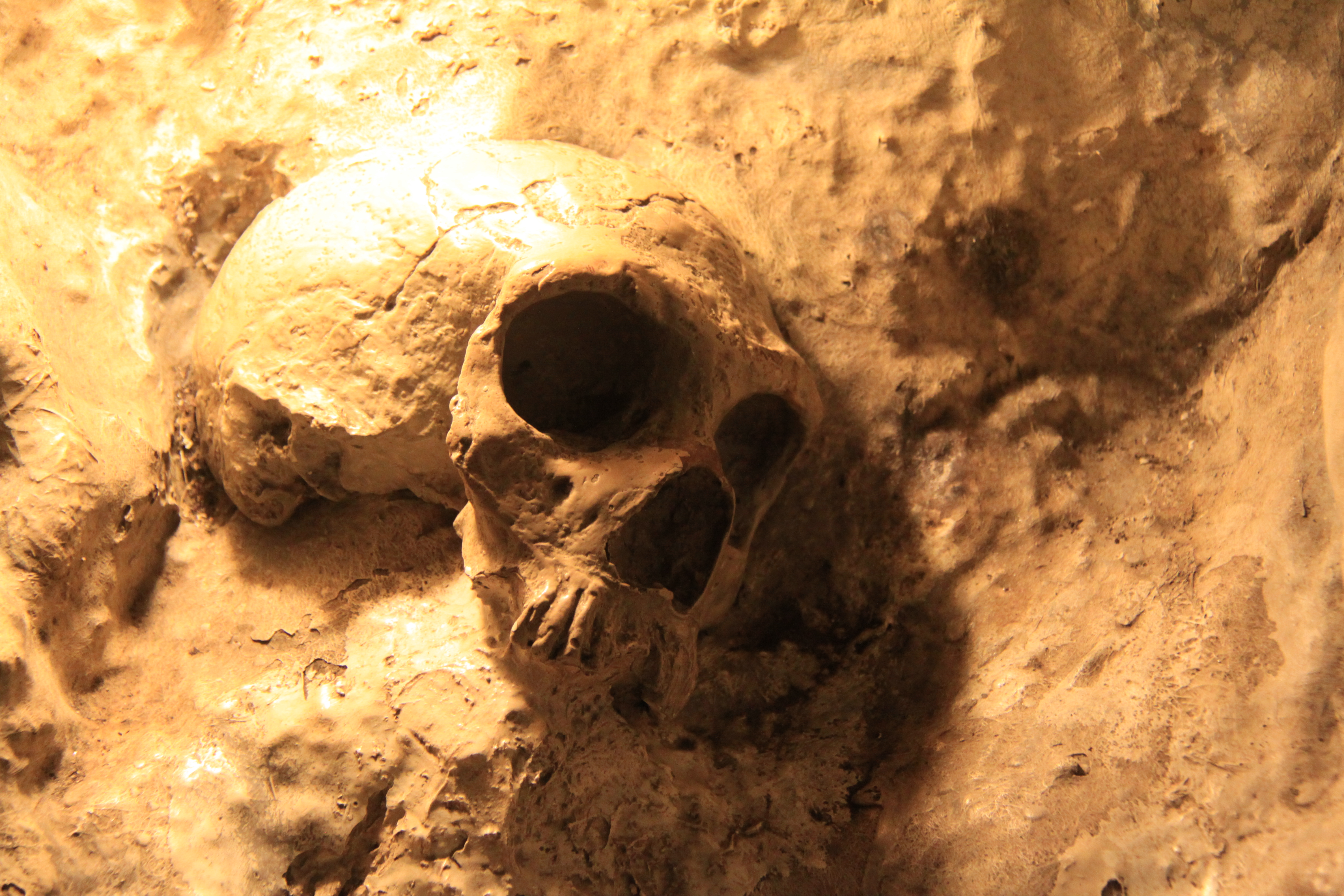
Réplica del hallazgo de Gibraltar 1. Exposición de la cueva de San Miguel, Gibraltar.

El descubrimiento de Gibraltar 1 se produjo en 1848 por el, entonces, secretario de la Sociedad Científica de Gibraltar (Gibraltar Scientiﬁc Society) y teniente del ejército Edmund Flint, un joven de 23 años, en una cantera, Forbes' Quarry, ubicada en una cueva del norte del Peñón. El cráneo estaba incrustado en la roca calcárea. El día concreto no se conoce aunque debió ser antes del 3 de marzo, fecha en la que se realiza un apunte en las actas de la sociedad:

«Presented a human skull from Forbes' Quarry. North Front by the Secretary»
Actas de la Sociedad Científica de Gibraltar (3 de marzo de 1848)

Flint deja depositado el cráneo en un local de la Sociedad, el cual fue descrito por Busk como un museo de curiosidades naturales, donde no se le presta una atención especial si bien esto permitió su conservación hasta que años después pudo ser recuperado y enviado a Londres.
Después de este hallazgo se producen dos hechos que cambiarán el conocimiento de las especies humanas: en 1856 el descubrimiento del esqueleto conocido como Neanderthal 1, el cual es descrito por J. C. Fuhlrott y H. Schaaffhausen al año siguiente, y la traducción al inglés encargada a Busk, que no se limita a ella sino que introduce sus apreciaciones, además de una petición de nuevos fósiles para demostrar que no es un cráneo deformado por una enfermedad; y en noviembre de 1859 la publicación de El origen de las especies por Darwin.
Desde 1862 y hasta julio de 1864, el capitán Brome envía cargamentos de fósiles a Londres, incluido el del cráneo, a la atención de Falconer y Busk.
Falconer y Busk estudian el fósil y el segundo de ellos escribe un artículo en The Reader, «Pithecoid  Priscan  Man  from  Gibraltar», donde se describe por primera vez y se sugiere el enorme parecido de los restos a los encontrados en el valle del Neander, Alemania: «The cranium resembles, in all, essential particulars, including its great thickness, the far-famed Neanderthal skull».. Días después, ya en agosto, Falconer sugiere, en una misiva, a Busk que nombre a la especie como Homo calpicus,.
El artículo de The Reader no fue tenido en cuenta por W. King para la descripción de la especie H. neanderthalensis, cuyo nombre había sugerido en el congreso de la Asociación Británica para el Avance de la Ciencia de 1863 y que fue publicado en el informe con fecha de 1864. Ya en 1911, se asocia el fósil a 'H. neanderthalensis, quedando H. calpicus abandonada.
En septiembre de 1864 visitan Gibraltar, por invitación del secretario de guerra, y, entre otros lugares, la cantera origen del fósil. También, en el mismo mes, se lee el trabajo de Busk «Ancient human cranium from Gibraltar» durante el XXXIV Congreso de la Asociación Británica para el Avance de la Ciencia, realizado en la ciudad inglesa de Bath, el cual es recogido por el periódico local Bath Chronicle.
Este formidable hallazgo no fue anunciado hasta casi dos décadas después por Falconer y Busk en un congreso en el mismo año, y cuyas actas se publicaron al año siguiente, 1865, aunque un periódico local fue recogiéndo las presentaciones y demás eventos del congreso y al final del mismo se publicaron todos juntos en una edición de octubre de 1864.
En el congreso de 1864 también se decide aportar más fondos para continuar con los trabajos paleontológicos recibiendo una asignación de 150 libras esterlinas.
Se retoma el estudio de los restos una vez se descubren los de Neanderthal (Alemania, 1856) y ya ha sido formulada y difundida la teoría de la evolución de Darwin.
Engis (Bélgica, 1829) al ser restos de un niño los caracteres no son tan llamativos como los de un neandertal adulto.
El fósil fue analizado por Huxley y Darwin.
En 1868 Busk presentó el cráneo al Royal College of Surgeons of England, después de lo cual queda almacenado en esta institución, de donde no será recuperado por el Museo de Historia Natural de Londres hasta principios del siglo XX.

## Descripción

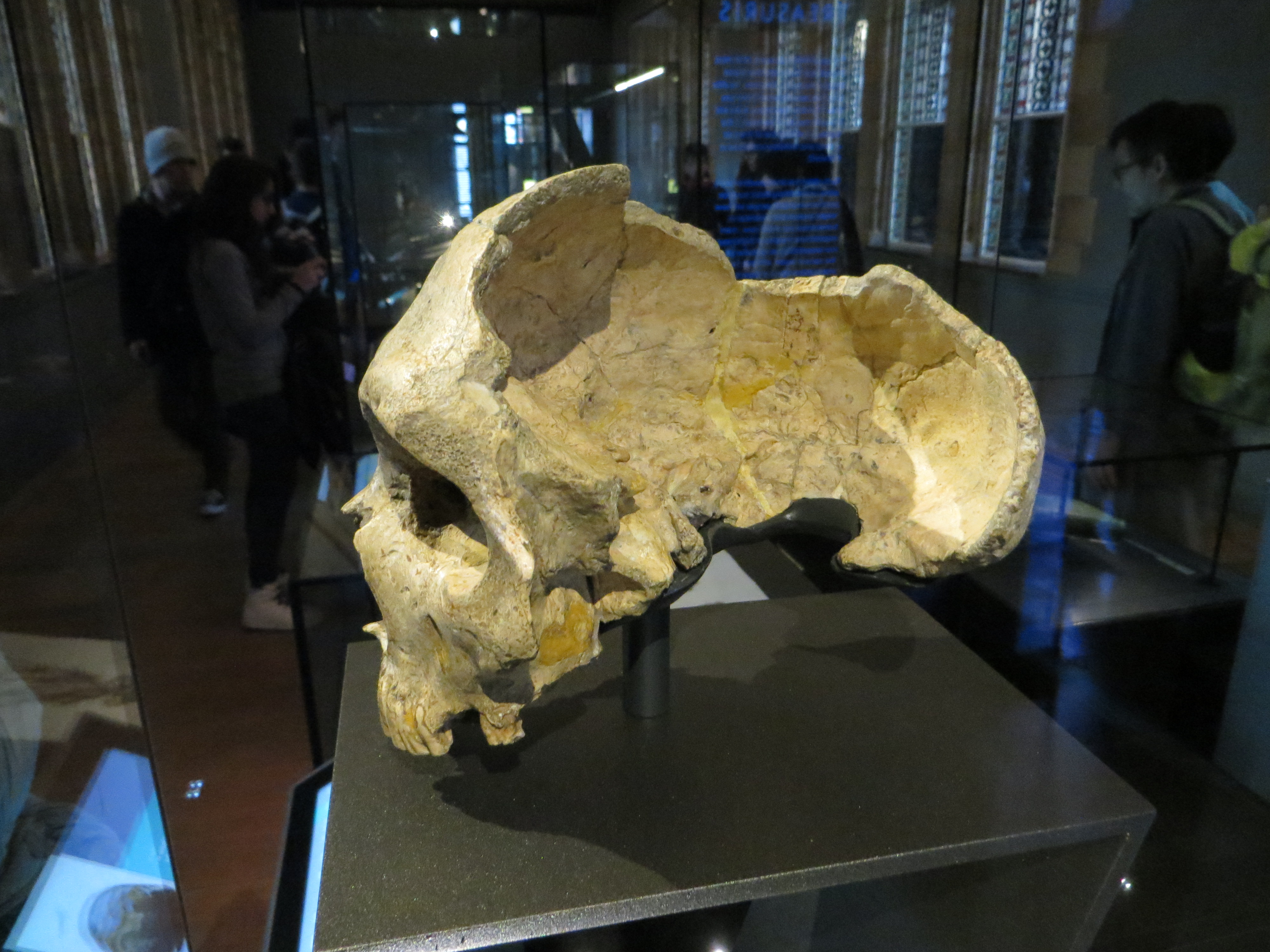
Vista lateral del cráneo original en el Museo Británico

El fósil es un cráneo parcial que incluye la cara, maxilar superior y varios de los dientes. Pertenece a una hembra adulta. de unos 50 años.

## Datación
El rango, ampliamente aceptado, para la antigüedad de los restos es 45 000-70 000 años, si bien diversas fuentes se limitan a datar Gibraltar 1 en c. 50 ka.
| Modelo tridimensional Gibraltar 1       |
| Vídeo de Gibraltar 1, cráneo neandertal |
|                                         |
| Vídeo de Gibraltar 1, cráneo neandertal |